# Технології інків

в Куско, що перетинає річку Апурімак.

Технології інків — пристрої, технології та методи будівництва, які використовували інки із західної частини Південної Америки (в період між 1100-ми роками та їх завоюванням Іспанією в 1500-х роках), в тому числі методи, використані інженерами інків для будівництва міст і мережі доріг імперії інків.

## Гідротехніка
Будівельники імперії інків спланували та побудували дивовижні водопровідні споруди в центрах своїх міст, включаючи канали, фонтани, дренажні системи та розгалужену систему іригації. Інфраструктура та система водопостачання інків були визнані «вершиною архітектурних та інженерних робіт цивілізації інків». Головні місця будівництва вибиралися експертами, які визначали місце розташування, розподіл і базове планування міста. У багатьох містах можна знайти великі гідротехнічні дива. Наприклад, у місті Тіпон три зрошувальні канали перенаправляли воду в Тіпон з річки Пукара, яка знаходиться приблизно в 1,35 км на північ від терас Тіпона. У Тіпоні також були побудовані фонтани з природних джерел для забезпечення знатних жителів водою для несільськогосподарських потреб.

## Мачу-Пікчу
У 1450 році був побудований Мачу-Пікчу. Ця дата була визначена за результатами радіовуглецевого датування. Відоме загублене місто інків є архітектурним залишком суспільства, яке розумілося на цивільному та гідротехнічному будівництві. Сьогодні місто славиться тим, що воно чудово збереглося, а також красою архітектури будівель. Місто розташоване в 120 км на північний захід від Куско в долині річки Урубамба, Перу. На висоті 2560 м над рівнем моря, на вершині гори, містобудівники повинні були враховувати круті схили ділянки, а також вологий і дощовий клімат. Інки побудували місто на вершині пагорба, в якому зробили тераси (швидше за все для сільськогосподарських цілей). Крім терас, Мачу-Пікчу має ще два додаткових основних архітектурних елемента — елітні житлові комплекси та культові споруди. У місті є багато сходів і скульптурних каменів, які також були важливими для їхньої архітектури та інженерної практики.

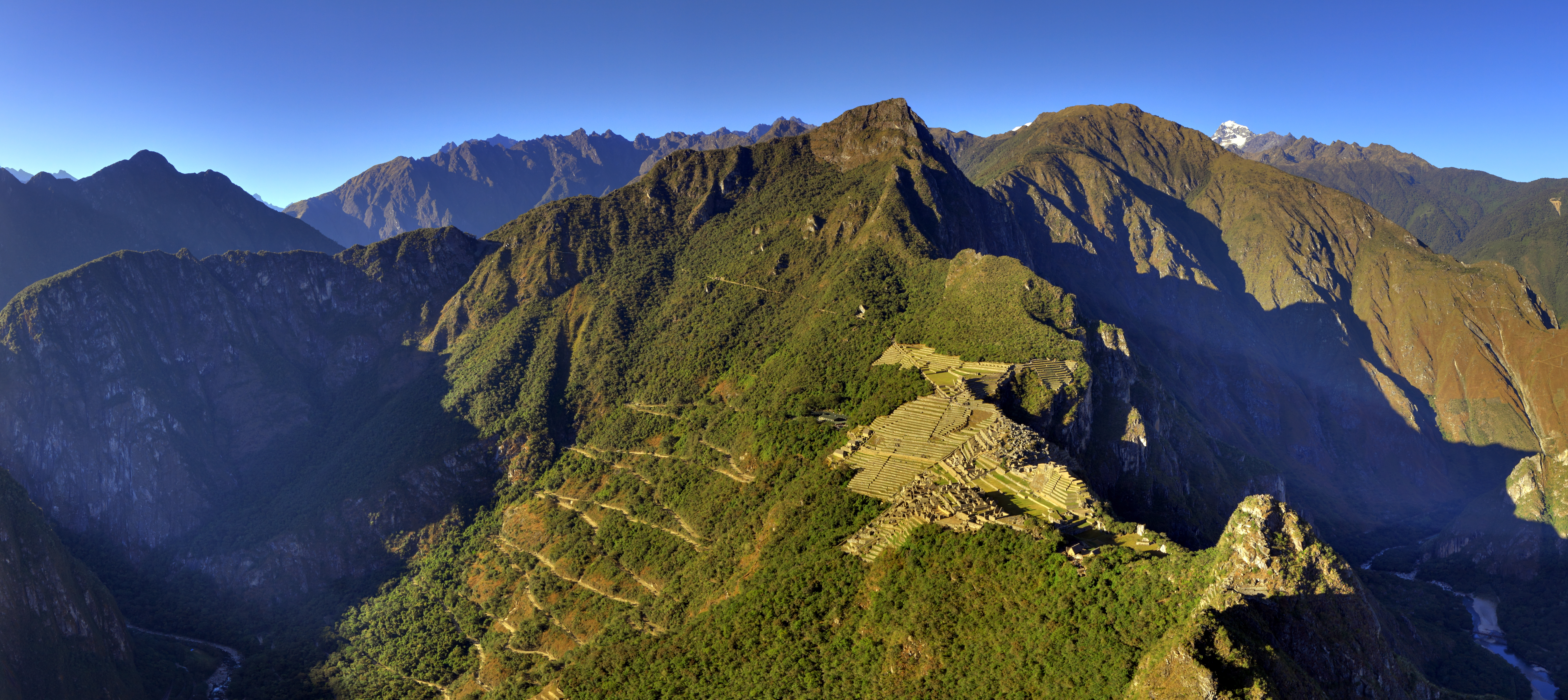
Приклад зображення Мачу-Пікчу

Виготовляючи моделі з глини перед початком будівництва, містобудівники дотримувалися архітектури інків і спланували місто, яке розділяло сільськогосподарські та міські райони[джерело?]. Перед початком будівництва інженери повинні були оцінити джерело та визначити, чи зможе воно забезпечити всіх очікуваних жителів міста. Після оцінки водопостачання інженери-будівельники спроєктували канал довжиною 749 м до майбутнього центру міста. Канал спускається по схилу гори, входить у стіни міста, проходить через сільськогосподарський сектор, потім перетинає внутрішню стіну в секторі міської забудови, де живить ряд фонтанів. Фонтани загальнодоступні та частково закриті стінами, які зазвичай мають висоту близько 1,2 м, за винятком найнижчого фонтану, який є приватним фонтаном Храму Кондора та має вищі стіни. У верхній частині кожного фонтану труба з ограненого каменю подає воду до прямокутного носика, який завдяки своїй формі створює струмінь води, придатний для наповнення арибала — типового глиняного глечика для води інків. Вода збирається в кам'яному басейні на дні фонтану, потім надходить у дренажну систему круглої форми, яка доставляє її до каналу подачі води для наступного фонтану.
Інки будували канали на міцних схилах, використовуючи тесані камені як канали для води. Більшість громадян працювали на будівництві та обслуговуванні каналу та зрошувальних систем, бронзових і кам'яних знарядь для завершення водонепроникних кам'яних каналів. Вода текла через канали до шістнадцяти фонтанів, відомих як «сходи фонтанів»; перше джерело води зарезервували для імператора. Це неймовірне досягнення забезпечувало населення Мачу-Пікчу, яке коливалося від 300 до 1000 осіб, коли був присутній імператор, а також допомагало зрошувати водою землеробські ділянки. Фонтани та система каналів були побудовані настільки якісно, що після кількох незначних ремонтів вони діють і сьогодні.
На додаток до передової системи водопостачання інків була побудована не менш вражаюча дренажна система. Мачу-Пікчу містить майже 130 випускних отворів у центрі, які виводять воду з міста через стіни та інші споруди. Сільськогосподарські тераси є ознакою складної дренажної системи; степи допомагали уникнути ерозії і були побудовані на схилі, щоб спрямувати надлишок води в канали, які проходили вздовж сходів. Ці канали спрямовували стік до головного дренажу, уникаючи основного водопостачання. Ця ретельно спланована дренажна система демонструє турботу інків і цінування чистої води. Інженер-гідротехнік Кен Райт і його археологічна команда знайшли купальну кімнату імператора з окремою дренажною системою, яка відводила використану воду для ванни, щоб вона ніколи не потрапляла у систему водопостачання Мачу-Пікчу.

## Тераси

### Функція та структура тераси
Інки стикалися з багатьма труднощами, живучи в районах з крутим рельєфом. Двома великими викликами були ерозія ґрунту та ділянки для вирощування сільськогосподарських культур. Вирішенням цих проблем стала розробка терас, які називаються Анденами. Ці тераси дозволяли інкам використовувати землю для землеробства, чого вони ніколи не могли робити в минулому. Від нахилу землі залежить функціонування тераси, її зовнішній вигляд, геометричне розташування тощо. Однією з причин успіху терас є різні шари матеріалів. Тераса починається з основного шару з великих каменів, за яким йде другий шар з менших каменів, потім шар піщаного матеріалу і, нарешті, верхній шар ґрунту. Симуляцію можна переглянути за наступним посиланням.
Найбільш вражаючою частиною терас були їх дренажні системи. У численних кам'яних підпірних стінках були розміщені водостоки. Великі камені біля основи кожного рівня тераси дозволяли воді легше текти через більші простори між каменями, зрештою впадаючи в «головний стік». Інки навіть побудували різні види дренажних каналів, які використовувалися для різних цілей по всьому місту.

### Як тераси були побудовані і чому вони були ефективними
Дослідження показали, що при будівництві терас, подібних до тих, що знаходяться в долині Колка, першим кроком була розкопка схилу, а потім його засипка. Для утримання сипучого матеріалу будувалася підпірна стінка. Ця стіна мала багато застосувань, зокрема поглинала тепло від сонця вдень і випромінювала його вночі, часто запобігала замерзанню посівів під час низьких нічних температур і утримувала різні шари осаду. Після того, як стіна була побудована, на дно клали більші камені, потім менші камені, потім пісок, потім ґрунт.
Оскільки ґрунт тепер був рівним, вода не стікала схилом гори, викликаючи ерозію. Без такого захисту ерозія була настільки потужною, що могла знищити основні ділянки дороги інків, а також змити всі поживні речовини та родючий ґрунт. Оскільки тепер ґрунт ніколи не змивався, поживні речовини з року в рік завжди додавалися з раніше вирощених культур. Інки навіть вирощували певні культури разом, щоб збалансувати оптимальну кількість поживних речовин для всіх рослин. Наприклад, метод посадки, відомий як «три сестри», включає вирощування кукурудзи, квасолі та кабачків на одній терасі. Це пояснюється тим, що азот, фіксований у квасолі, сприяв росту кукурудзи, тоді як кабачки діяли як мульча, зберігаючи вологість ґрунту, а також діяли як засіб від бур'янів.

## Ліофілізація

### Призначення
Усю їжу, отриману інками з рослин або тварин, можна було сушити заморожуванням. Ліофілізація залишається дуже популярною і сьогодні. Однією з найбільших переваг ліофілізації є те, що вона забирає всю воду та вологу, але залишає всю поживну цінність. Саме вода в м'ясі та овочах надає їм значну вагу. Саме це зробило ліофілізацію дуже популярною для транспортування та зберігання, оскільки в'ялене м'ясо зберігалося вдвічі довше, ніж неліофілізовані продукти.

#### Овочі
Дієта інків була здебільшого вегетаріанською, тому що велику дичину часто зарезервували для особливих випадків. Дуже поширеним і добре відомим сублімованим висушеним продуктом була картопля, яку після заморожування називали чуньйо.

#### М'ясо
Типові види м'яса для сушіння замороженням включали м'ясо лами, альпаки, качки та морської свинки. В'ялене м'ясо (ch'arki мовою Кечуа) було набагато легше транспортувати та зберігалося довше, ніж нев'ялене м'ясо. Ці види м'яса могли висушені замороженням.

### Процес

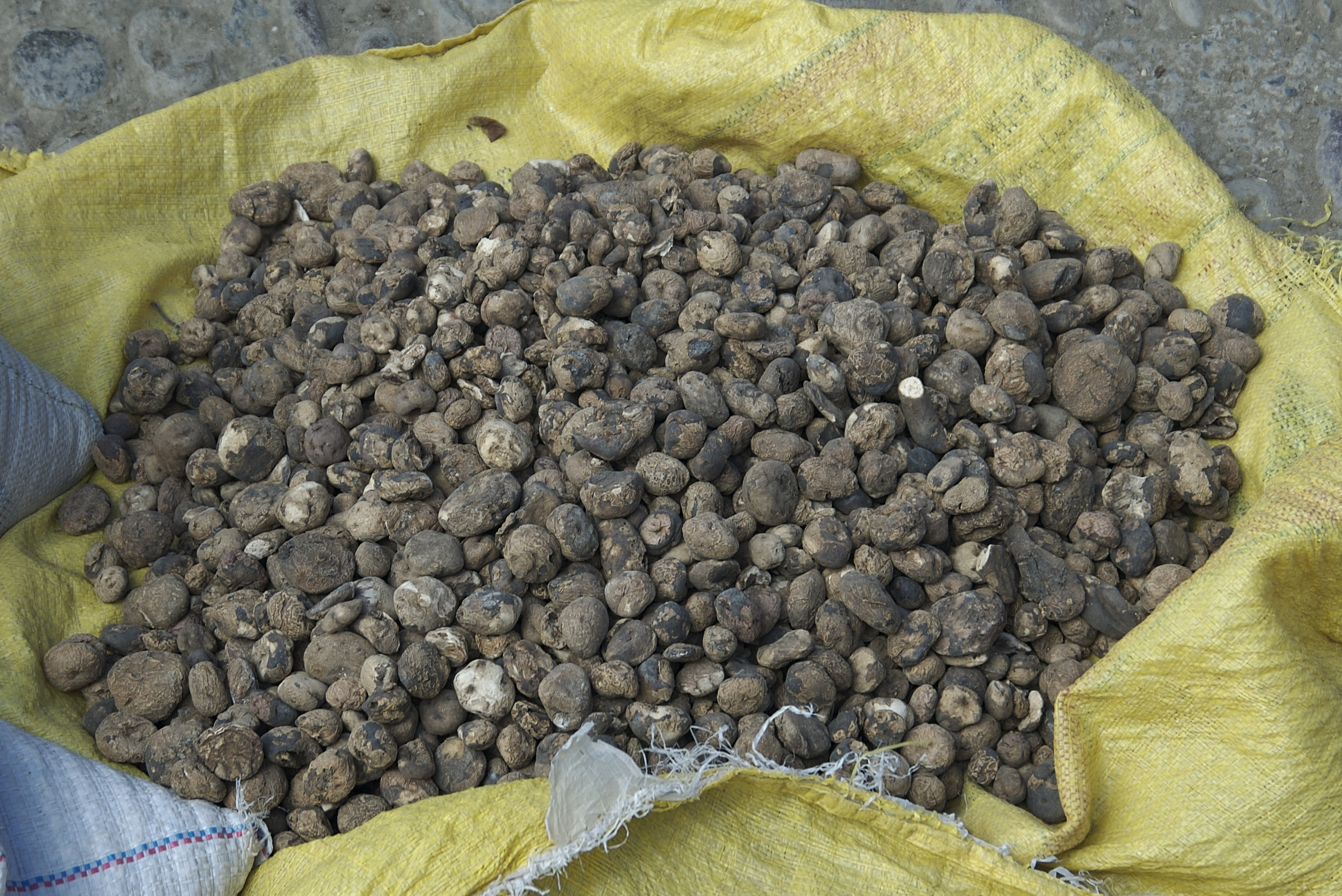
Чуньйо

І м'ясо, і овочі проходили однаковий процес заморожування. Спочатку різноманітну їжу розкладали на каміння і завдяки холодним ночам на великій висоті з сухим повітрям їжа замерзала. Наступного ранку поєднання розрідженого сухого повітря та тепла від сонця розтоплювало лід і випаровувало всю вологу. Щоб вивести зайву вологу їжу також топтали вранці.
Процес ліофілізації був важливий для транспортування та зберігання. Велика висота над рівнем моря (низький атмосферний тиск) і низькі температури в горах Анди сприяли цьому процесу.

## Палаюче дзеркало
Літописець Інка Гарсіласо де ла Вега описав використання палаючого дзеркала як частину щорічної церемонії «Інті Раймі» (Свято сонця): «Вогонь для жертвоприношення мав бути новим, поданим, як вони казали, рукою сонця. Для цього вони брали великий браслет, який вони називали Чіпана (подібний до інших, які інки зазвичай носили на лівому зап'ясті). У первосвященника браслет був більший за звичайні, мав як медальйон увігнуту посудину, яскраво поліровану у формі половини апельсина. Вони ставили його проти сонця, і на певне місце, де промені, що виходили з посудини, потрапляли один на одного; вони клали трохи тонко розплетеної бавовни (вони не знали, як зробити трут), яка за короткий проміжок часу загорялася природним шляхом. Таким чином, дана рукою сонця, жертва була спалена, і все м'ясо того дня було підсмажене».

## Системи шляхів
Величезні розміри імперії інків вимагали створення ефективних і дієвих транспортних систем для сприяння обміну товарами, послугами, людьми тощо. В якийсь момент «їхня імперія (інків) зрештою поширилася на захід Південної Америки від Кіто на півночі до Сантьяго на півдні, що зробило її найбільшою імперією, яку коли-небудь бачили в Америці, і найбільшою в світі на той час (між приблизно 1400 і 1533 рр. н. е.)». Відомо, що вона «протягнулась приблизно на 3500-4000 км вздовж гірського хребта Південної Америки». Стежки, дороги та мости були розроблені не лише для фізичного зв'язку між імперією, але ці споруди також допомагали імперії підтримувати зв'язок.

### Мотузкові мости

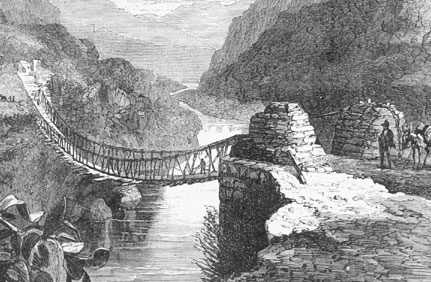
Приклад мотузкового мосту інків, літографія 1845 р.

Мотузкові мости були невід'ємною частиною дорожньої системи інків. «П'ять століть тому в Андах були протягнуті підвісні мости. За деякими оцінками, їх було близько 200». Як показано на малюнку, ці споруди використовувалися для з'єднання двох масивів землі, забезпечуючи рух потоку ідей, товарів, людей, тварин тощо через імперію інків. «Висячі мости інків безсумнівно досягали прольотів принаймні 150 футів, а ймовірно, набагато більше. Ця довжина прольоту була більша, ніж у будь-якого європейського мурованого мосту того часу». Оскільки інки не використовували колісні транспортні засоби, більшість подорожували пішки та/або використовували тварин ля перевезення товарів.

#### Будівництво
Незважаючи на те, що ці мости були зібрані з покрученої гірської трави, іншої рослинності та саджанців, вони були надійними. Ці конструкції були здатні витримати вагу людей, що подорожували, і тварин, а також протистояти погодним умовам протягом певного періоду часу. Оскільки трава з часом гниє, мости доводилося щороку відновлювати.

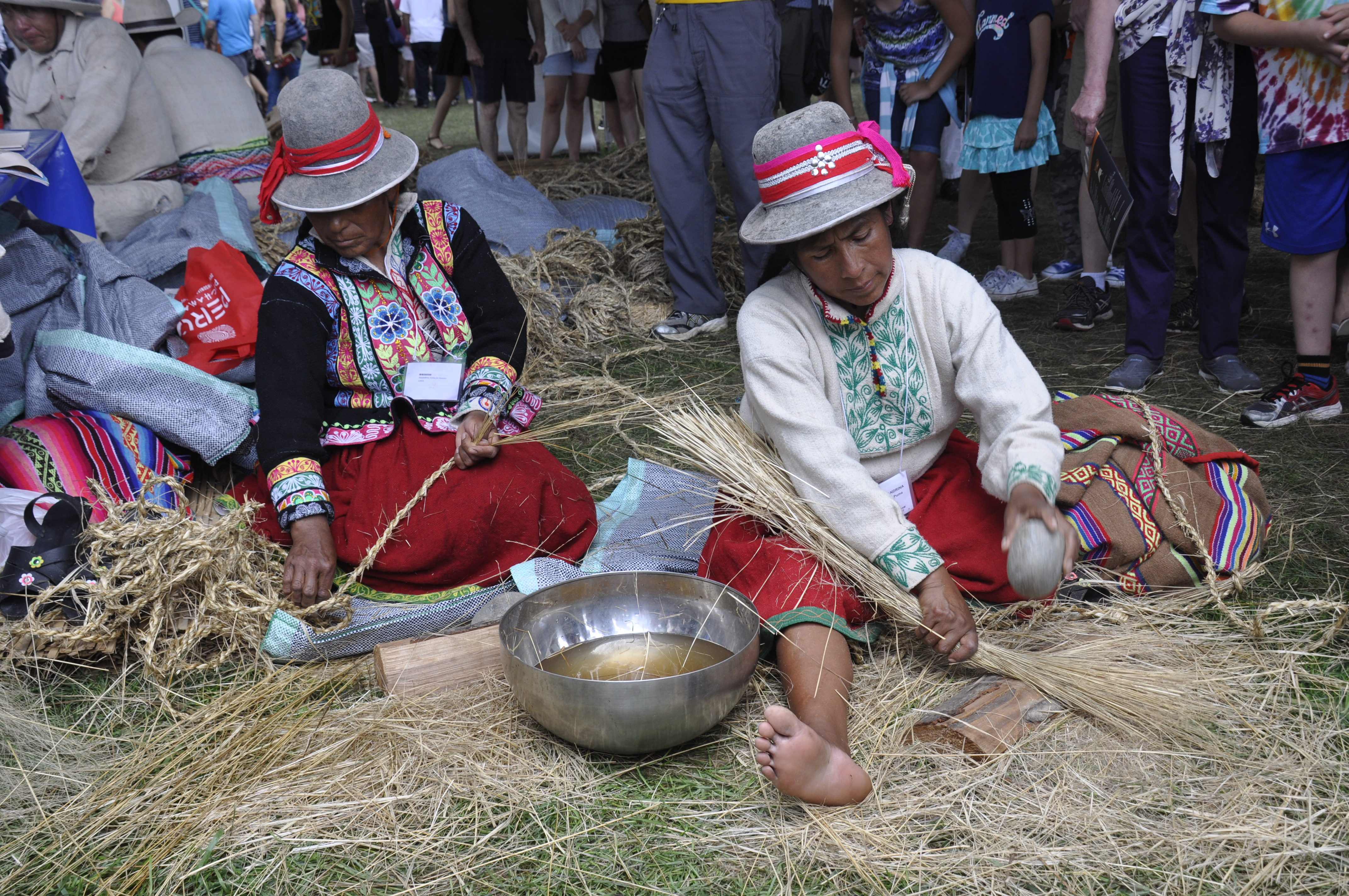
На зображенні показано плетіння трави в мотузку, яка буде використана для формування мосту

Коли інки починали будувати підвісний міст із трави, вони спочатку збирали природні матеріали з трави та іншої рослинності. Потім вони сплітали ці елементи в мотузку. Цим займалися жінки інків. Виготовлялась величезна кількість тонкої на вигляд мотузки. Потім жителі села доставляли свою квоту мотузки будівельникам. Наступним кроком було розділення мотузку на секції. Кожна секція складалася з певної кількості тонкої мотузки, яку викладали разом, щоб створити товстіший шнур. Після того, як секції були розкладені, нитки мотузки, виготовлені раніше, щільно й рівномірно скручувались, утворюючи більший і товщий шнур мотузки. Ці більші мотузки потім сплітались разом, щоб створити троси, деякі завтовшки з людський торс. Залежно від розмірів трос міг важити до 200 фунтів. Потім їх транспортували на місце будівництва мосту.
Вважалося, що перебування поблизу місця будівництва мосту приносило жінкам нещастя, тому за будівництво мосту відповідали чоловіки інків. На місці будівництва мосту будівельники подорожували до протилежного схилу, з яким потрібно було встановити мостове сполучення. Коли вони розташувалися на протилежному боці, їм кидали одну з тонких легких мотузок. Цю мотузку потім використовували для перетягування основних тросів через ущелину. По обидва боки ущелини були побудовані кам'яні балки, які допомагали розташувати та закріпити троси. Троси були обгорнуті навколо цих кам'яних балок і натягнуті дюйм за дюймом, щоб зменшити провисання мосту. Коли будівництво закінчили, монтажники обережно проходили через висячі троси, зв'язуючи троси разом і з'єднуючи поручні та мотузки з рештою тонких трав'яних мотузок. Не всі канатні мости були однакові за дизайном і конструкцією. Деякі будівельники також вплітали шматки дерева в мотузки.
Сучасні будівельники мотузкових мостів у Хуінчірі, Перу, роблять приношення Пачамамі, також відомій як «Мати-Земля», протягом усього процесу будівництва, щоб переконатися, що міст буде міцним і безпечним. Можливо, інки також робили приношення, оскільки вони також були релігійними. Якщо під час будівництва не виникало проблем і будівельні роботи виконувались вчасно, то міст можна було побудувати за три дні.

#### Сучасні мотузкові мости

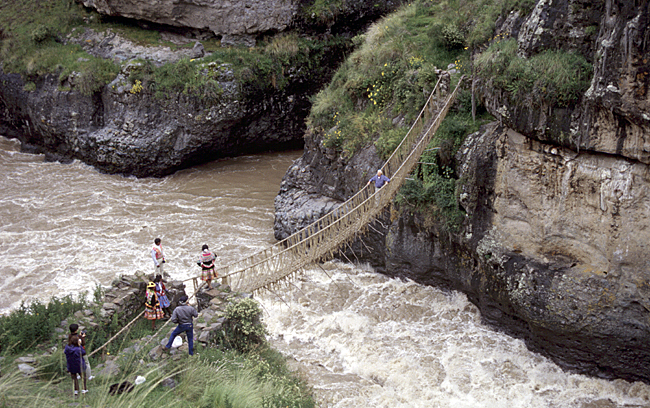
Приклад мотузкового мосту

У наш час люди продовжують шанувати традиції інків і розширювати свої знання про будівництво мотузкових мостів.

«Кожного червня в Хуінчірі, Перу, чотири громади кечуа по обидва боки ущелини збираються разом, щоб побудувати трав'яний міст, створивши форму стародавньої інфраструктури, яка сягає часів імперії інків, щонайменше п'ять століть тому». Попередній міст Кесвачака був перерізаний і знесений течією річки Апурімак, а на його місці був побудований новий міст. Ця традиція пов'язує громади кечуа Хуінчірі, Чаупібанда, Чоккайхуа та Кколлана Кехуе з їхніми минулими предками.
«Зі слів наших предків, цей міст був побудований в епоху інків 600 років тому, і по ньому ходили лами та альпаки, які перевозили товари інків» - Елевтеріо Калло Тапіа.
"Невелика частина 60-футової копії, побудованої ткачами кечуа, була представлена на виставці «Велика дорога інків: створення імперії» в Смітсонівському музеї американського мистецтва у Вашингтоні, округ Колумбія". Ця виставка діяла в музеї до 27 червня 2021 року. Відвідувачам також пропонується переглянути цю виставку онлайн. Незалежно від типу виставки, такі музеї, як Смітсонівський, працюють над збереженням і демонстрацією прикладів і знань про мотузкові мости, натхненні інками, у наш час.
Джон Вілфорд розповідає в Нью-Йорк таймс, що навчальний курс для студентів Массачусетського технологічного інституту містить набагато більше матеріалу, ніж просто інформацію про те, як створюються предмети. Їх вчать спостерігати та досліджувати, як археологія переплітається з культурою. Стаття Вілфорда була написана в 2007 році. У той час студенти, які вивчали курс під назвою «матеріали в людському досвіді», будували 60-футовий волоконний міст у перуанському стилі. Завдяки цьому проєкту вони познайомилися зі способом мислення та будівництва інків. Після створення мотузок і тросів вони планували протягнути міст через сухий басейн між двома будівлями кампусу.

### Дороги

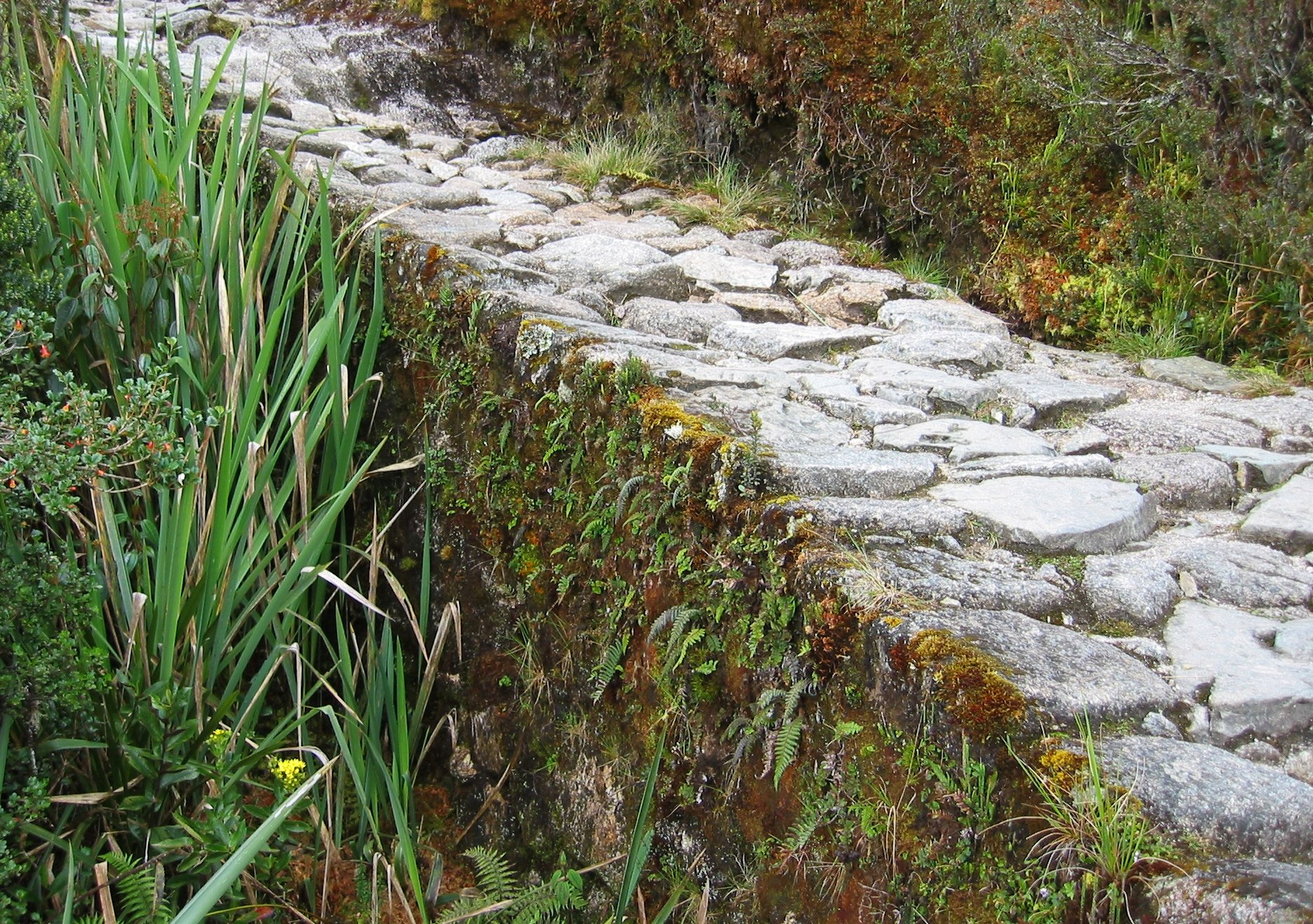
Цю стежку спочатку побудували інки в Перу. Зараз це частина Стежки інків до Мачу-Пікчу.

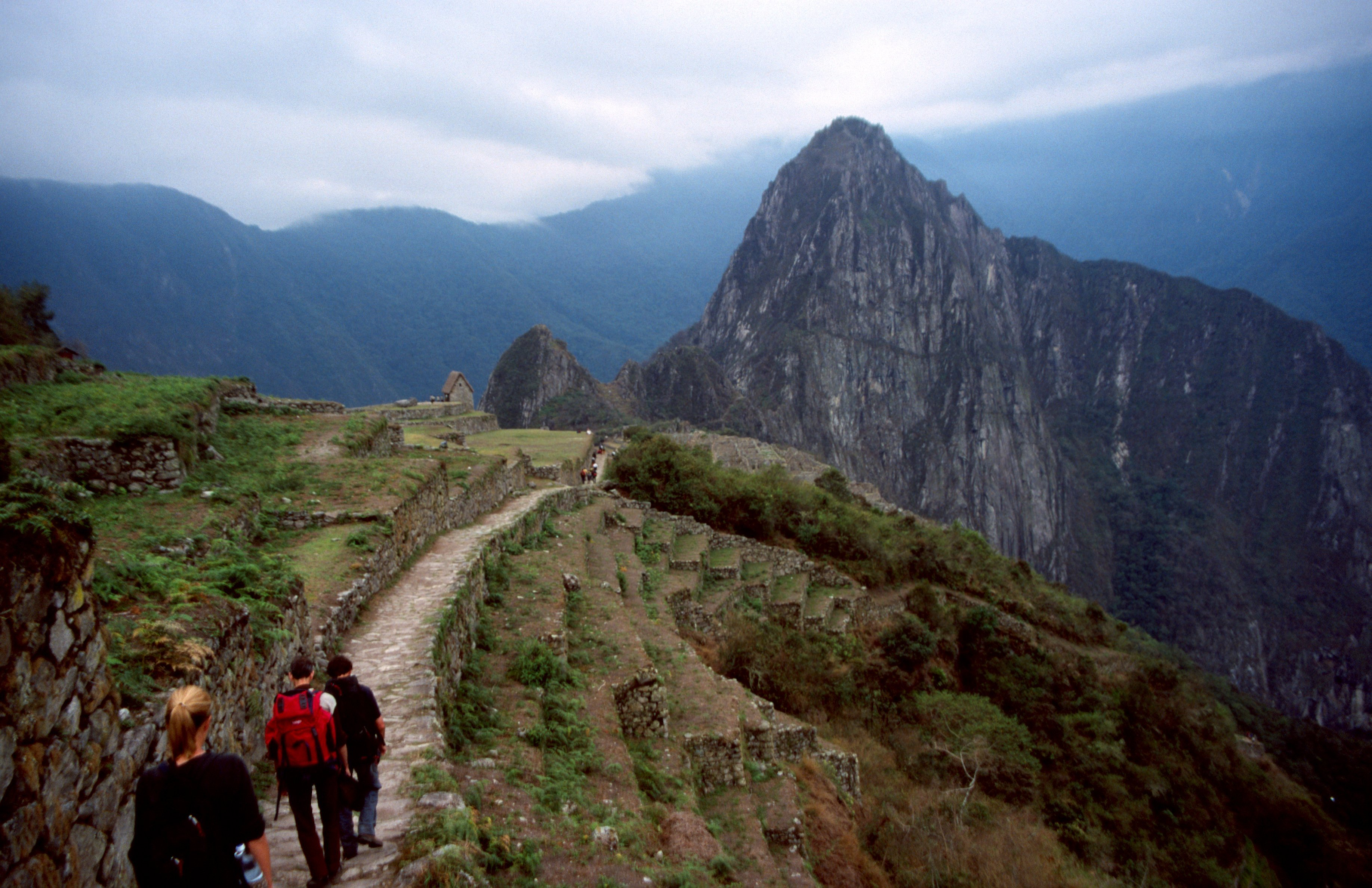
Приклад стежки інків від Куско до Мачу Пікчу в Перу.

За словами автора Марка Картрайта, «дороги інків охоплювали понад 40 000 км, головним чином двома головними магістралями, що пролягали з півночі на південь через імперію інків, яка згодом поширилася на стародавнє Перу, Еквадор, Чилі та Болівію». Кілька джерел заперечують твердження Картрайта, стверджуючи, що дороги інків охоплювали або більшу, або меншу територію, ніж він описує. Це число важко підтвердити, оскільки деякі шляхи інків все ще можуть залишатися неврахованими, оскільки вони могли бути змиті або засипані природними силами. «Інженери інків також не боялися географічних труднощів і будували дороги через яри, річки, пустелі та гірські перевали висотою до 5000 метрів». Багато побудованих доріг мають неоднорідний дизайн. Більшість непокритих доріг мають ширину від одного до чотирьох метрів. Хоча це дійсно так, деякі дороги, як-от шосе в провінції Уануко-Пампа, можуть бути набагато більшими. Як згадувалося в розділі «Системи шляхів», інки переважно подорожували пішки. Враховуючи це, дороги, які вони створили, швидше за все, були побудовані та вимощені для того, щоб по них ходили і бігали люди та тварини. Деякі дороги були вимощені камінням або бруківкою, інші «обрамлені та захищені невеликими кам'яними стінами, кам'яними знаками, дерев'яними чи очеретяними стовпами або купами каміння». Дренаж мав особливий інтерес і значення для інків. Дренажні та водопропускні труби були побудовані для забезпечення ефективного стоку дощової води з поверхні дороги. Водостоки та водопропускні труби допомагали спрямувати накопичену воду вздовж або під дорогою.

#### Використання
Як згадувалося в розділі «Системи шляхів», дороги інків використовувалися для кількох цілей. Найочевиднішим способом, яким інки використовували системи доріг та стежок, було транспортування товарів. Вони перевозили вантажі пішки, а інколи за допомогою тварин (лам і альпак).
Величезною імперією транспортували не лише товари, але й ідеї та послання. Інкам потрібна була система зв'язку, тому вони покладалися на Часкі, також відомі як посланці. Часкі обирали з числа найсильніших і підготовлених юнаків. Вони пробігали кілька миль на день лише для того, щоб передати повідомлення. Ці посланці жили в будинках, які називалися «тамбо». Ці споруди розташовувалися вздовж доріг і були побудовані інками. Ці споруди були місцем відпочинку часкі. Такі місця відпочинку могли також використовуватися для розміщення армії інків у ситуації повстання чи війни.

#### Сучасні дороги інків
У наш час багато людей подорожують до Південної Америки, щоб пройти стежкою інків. Піші прогулянки та сходження по стежці дозволяють відвідувачам не тільки досліджувати історичні шляхи народу інків, але також дозволяють туристам і місцевим жителям побачити руїни інків, гори, екзотичну рослинність і тварин.